# Трубадуры
Трубаду́ры (фр. troubadour, мн. ч. troubadours, окс. trobador) — средневековые поэты-музыканты (инструменталисты и певцы), преимущественно из Окситании. Творчество трубадуров охватывает период с конца XI до XIII веков, его расцвет пришёлся на XII — начало XIII века. Трубадуры слагали свои стихи на провансальском языке, на котором говорили в некоторых регионах современной Южной Франции. Трубадуры активно участвовали в социальной, политической и религиозной жизни общества того времени. После альбигойского крестового похода исчезли совсем, оставив после себя богатое культурное наследие.
Во многом благодаря трубадурам сложился первый литературный романский язык: на старопровансальском писали позднее поэты Каталонии и Северной Италии. Под влиянием провансальской лирики формировались поэзия труверов и поэзия миннезингеров, их творчество вдохновляло Данте, поэтов Dolce stil nuovo, Петрарку. В новое время лирика трубадуров была забыта, и лишь романтики открыли её заново, тогда же было положено начало её изучению. В конце XIX — начале XX века французские учёные ввели в оборот термин poésie occitane, более определённо указывающий на географию распространения поэзии трубадуров и её специфику.

## Истоки поэзии трубадуров
В пору зрелого средневековья оживлённая торговля обогатила южные районы Франции. При больших и малых замках формировались феодальные дворы. Некоторые из представителей знати обосновывались в городах, переживавших свой расцвет. Изменился замковый быт, досуг их обитателей стал более многообразным. Среди знати стало придаваться большое значение учтивости в обращении, умению вести интересный разговор. Повседневность оставалась всё такой же суровой, и ценности зарождавшейся новой, куртуазной культуры стали реакцией на действительность, далёкую от идеалов.
Контакты Прованса с частью Пиренейского полуострова, находившейся под властью арабов, отнюдь не ограничивались только военными конфликтами. С правителями арабской Испании христианские владыки зачастую заключали дипломатические, а иногда и брачные союзы:91. Через Пиренеи шли караваны купцов и паломников. Мусульманская Испания стала для европейцев источником новых познаний в области географии, архитектуры, философии, медицины, литературы. Эпоха крестовых походов познакомила христианский Запад с культурами Ближнего Востока и Византии.
На формирование провансальской лирики оказали влияние средневековая латинская поэзия, народная романская, а также арабская поэзия Пиренейского полуострова. Считается, что последняя в значительной мере воздействовала на развитие лирики трубадуров. Прежде всего это относится к заджалю — жанру строфической поэзии на разговорном арабском языке, которым пользовались жители Испании — как христиане, так и мусульмане. Так, исследователи обратили внимание на сходство в строении строф в части произведений первого известного трубадура Гильома Аквитанского с Диваном арабоиспанского поэта Ибн Кузмана (конец XI — начало XII вв.). Завершающие строфы заджалей — харджи— писались разговорным романским языком, но арабскими буквами. Известны также харджи, написанные на древнееврейском языке. Это раскрывает смешанную природу поэзии Испании, испытавшей влияние как Востока, так и Запада. Пиренейский полуостров стал мостом между поэтами Прованса и арабской и персидской лирикой.
Некоторые трубадуры отделяли себя от авторов-новеллистов, относились свысока к эпической литературе. Один из лучших провансальских поэтов, Гираут де Борнель, считал, что романы и новеллы не достойны того одобрения, которое встречают при дворах знатных покровителей искусства.

## Происхождение трубадуров
Слово «трубадур», по мнению большинства историков, происходит от окситанского глагола trobar, означающего «сочинять», «изобретать» и «находить». Как считают исследователи провансальской поэзии, это довольно точно описывает творческий процесс стихотворца-трубадура, находящего верное слово и изобретающего новую рифму. По другой гипотезе, название провансальских поэтов произошло от тропов (др.-греч. τρόπος, tropos — «переход, иносказание», лат. (con)-tropare — «сочинять тропы»), вставок в средневековых латинских гимнах. Впервые слово «трубадур» употребил Раймбаут Оранский. В период расцвета провансальской лирики этот термин означал не социальный статус автора, а сообщал об умении того или иного поэта сочинять новые оригинальные песни, в этом же значении он используется в их «биографиях» и «комментариях» к произведениям, созданных несколько позднее.
Известны имена 600 трубадуров, до сегодняшнего дня дошли 2500 произведений 400 поэтов. Их поэзия была поэзией верхушки аристократического общества, однако среди трубадуров встречались люди различных социальных слоёв.  Некоторые из них происходили из богатых семей (Бертран де Борн), другие были владетельными особами (как Гильом Аквитанский или Раймбаут Оранский) и не только сами сочиняли, но и оказывали покровительство другим трубадурам и их спутникам — жонглёрам (окс. joglars, исп. juglares, от лат. joculor — забавлять, потешать), превращая свои дворы в центры поэтического искусства. Некоторые поэты были простолюдинами (Маркабрюн, Бернарт де Вентадорн), сыновьями купцов (Фолькет Марсельский), ремесленниками (Эльяс де Карейль), представителями духовного сословия (Монах Монтаудонский, Пейре Карденаль, Дауде де Прадас). Поэтам покровительствовали графы Тулузы, виконты Марселя, короли Арагона и Кастилии, герцоги Аквитании. Первым трубадуром по традиции считается герцог Гильом IX, однако совершенство его произведений показывает, что, вероятно, провансальская лирика бытовала и ранее:95, причём, возможно и в устной форме. Так, М. Сапонов обращает внимание на сообщение биографа поэта Арнаута Даниэля, что он, готовясь к творческому поединку, подслушал своего соперника в момент, когда тот сочинял песню. Это было возможно только в том случае, когда поэт, сочиняя, проговаривал своё произведение вслух, а не записывал его. По мнению медиевиста Жоржа Дюби, Гильом IX ввёл при своём дворе моду на сочинение стихов на провансальском языке, опираясь на культурные обычаи земли, менее всего подверженной воздействию Севера, — Лимузена, из стремления показать независимость королю Франции и своим противникам — графам Анжуйским. Заказ роскошных рукописных песенников, меценатство стали ещё одним способом продемонстрировать своё влияние. Покровительство, оказываемое сочинителям песен на провансальском языке, привлекло в их среду и учёных клириков, оставлявших ради этого латинскую книжность. Ранние образцы провансальской лирики не сохранились, так как института покровительства сочинителям ещё не существовало, сами же музыканты-песенники не имели возможности записывать свои произведения.
Предметом дискуссий по настоящее время является роль внучки Гильома IX Алиеноры Аквитанской как покровительницы поэтов и писателей. В последние годы XX века было высказано предположение, что она вообще никак не содействовала развитию литературы. Дюби считает, что Генрих II Плантагенет во всём следовал примеру Гильома Аквитанского. При его дворе работали поэты, благодаря творчеству которых «аристократические диалекты Анжу и Нормандии приобрели достоинства литературного языка». Они посвящали произведения королеве Алиеноре, но только по долгу службы, получая вознаграждение от её мужа. С этой точкой зрения не согласна историк Режин Перну, считая, что активную роль Алиеноры в деле меценатства доказывает огромное количество произведений, посвящённых ей. Она же в своей монографии (1965) называет Алиенору «королевой трубадуров» (фр. la reine des troubadours), при этом каких-либо свидетельств литературно-музыкального «трубадурского» творчества Алиеноры автор монографии не приводит.
Утверждение, что Алиенора вместе со своей дочерью Марией Шампанской вдохновила на создание трактата «О пристойной любви» (лат. De arte honeste amandi) Андрея Капеллана, скорее всего, легенда. Слишком прямолинейное толкование этого сложного произведения породило в XIX веке гипотезу о так называемых «судах любви», в частности утверждалось, что при дворе Алиеноры в Пуатье в 1166—1173 годы действовал такой суд, где рассматривались проблемы любовных отношений.
Поэты путешествовали по всему Югу, останавливаясь при дворах феодалов, значительная часть трубадуров существовала за счёт своего литературного творчества. С появлением трубадуров к ним примкнула некоторая часть жонглёров, странствующих профессиональных музыкантов и рассказчиков, выступавших перед любой публикой. Жонглёры помогали своим покровителям-трубадурам слагать мелодии, пели и распространяли их стихи, аккомпанировали им на своих инструментах. Имена некоторых жонглёров известны благодаря упоминаниям их в произведениях трубадуров, обыкновенно в заключительных строфах канцоны, где, по обычаю, поэт просил своего спутника доставить песню адресату. Например, жонглёр Папиоль был постоянным исполнителем песен Бертрана де Борна, а Пистолета — произведений трубадура Арнаута де Марейля. В творческом наследии Гираута де Калансона сохранилось наставление, адресованное жонглёру. Песня интересна тем, что в ней упоминаются наиболее значимые произведения и литературные герои того времени . Жонглёры не только выступали в роли вестника, но и сами обменивались с трубадурами стихотворными посланиями.
Исследователи отмечают отсутствие чёткого разделения между трубадурами и жонглёрами. Л. М. Райт (англ. L. M. Wright) предлагал совсем отказаться от употребления таких терминов, как «трубадур» (для поэтов провансальских), «трувер» (для поэтов северофранцузских), «жонглёр», оставив лишь общее и исторически верное для всех понятие «менестрель».

## Биографии
Самый ранний источник сведений о жизни и творчестве трубадуров — их вида (биографии), составленные в первой половине XIII века:176, и краткие комментарии (разо́) средневековых авторов, предваряющие в рукописях их произведения. И вида, и разо содержат вымысел, недостоверные факты, ошибочные толкования текстов песен. Иногда по воле автора жизнеописания трубадур превращался в героя «бродячего сюжета», как, например, Гильом де Кабестань стал персонажем легенды о «съеденном сердце». Однако в то же время средневековые биографии, эти образцы ранней новеллистической литературы, являются источником, отражающим дух эпохи, в которую жили и творили поэты. Песни самих трубадуров также содержат ценные сведения об их судьбе, факты из биографий других поэтов и их покровителей, об историческом и культурном контексте их произведений.

## Куртуазная любовь
Трубадуры создали своеобразную культуру любви — fine amor (куртуазную любовь), составляющую главное содержание их лирики. Культ идеальной любви пришёл в поэзию трубадуров из арабской поэзии Испании, воспевавшей целомудренную мистическую любовь. Исследователи находят много общего у куртуазной любви трубадуров с проникшим в мусульманскую поэзию пониманием любви в суфизме. Идеальной форме любви посвятил свой трактат «Ожерелье голубки» Ибн Хазм, арабоиспанский поэт XI века:96—98.
Обычным являлось поклонение трубадура Даме, как правило, замужней и стоящей выше его на социальной лестнице, причём сословное неравенство всячески подчёркивается. Любовь к замужней женщине ставит непреодолимую преграду, это непременное условие куртуазной ситуации:6. Стремление к Даме бесконечно: целью куртуазной любви является не обладание объектом поклонения, а трудное, но радостное духовное совершенствование мужчины, в том числе и совершенствование поэтического мастерства. Следствием культа «Прекрасной Дамы» стала реабилитация земной радости и земной любви, поклонение женщине, преобразившее её из существа низшего порядка в идеал. Некоторые исследователи полагают, что выбор объектом поклонения именно замужней Дамы определялся тем, что, в отличие от девушки, она находится на более высоком уровне духовного развития.
Один из трубадуров разделяет куртуазное служение на четыре степени: первая — любовь колеблющегося (feignaire), когда рыцарь ещё не отваживается поведать о чувстве даме. Вторая — просящего, умоляющего (pregaire), когда ободрённый ею кавалер признаётся в своей склонности. Третья — услышанного (entendeire) — он получает от дамы в залог любви её ленты, перчатки, пояс. И последняя — друга (drutz), когда она выражает своё согласие поцелуем, часто первым и единственным. Для провансальской лирики характерен и закономерен перенос понятий из сферы феодальных отношений сеньора и вассала в сферу куртуазных отношений рыцаря и Дамы.
По мнению медиевиста Жоржа Дюби, культ Прекрасной Дамы связан с обычаем воспитывать будущих рыцарей при дворе сеньора или старшего родственника и зародился в части рыцарства (младшие сыновья в семье), исключённой из сферы брачных отношений. Супруга сеньора, хозяйка дома, становилась объектом почитания среди юношей, находившихся при феодальном дворе. Женщины феодального Юга более активно участвовали в управлении собственностью и пользовались большей свободой, однако и здесь брак среди представителей знати рассматривался в первую очередь как средство присоединения новых владений, чувства же будущих мужа и жены не принимались в расчёт. Лирика трубадуров противопоставила сложившемуся институту брака по политическим мотивам культ незаинтересованной любви. Женщина принадлежала мужу, нарушение ею правил, установленных обществом, влекло за собой наказание. Игра в любовь несла в себе опасность, риск разоблачения придавал ей особую остроту и требовал выражения чувств иносказанием. Сохранение тайны стало одним из важнейших условий куртуазного этикета. Со временем культ Прекрасной Дамы у эпигонов рыцарской поэзии переродился в почитание Девы Марии, а куртуазия стала чистой условностью. Однако в лучших образцах поэзии трубадуров куртуазная любовь пережила свой наивысший расцвет.
Следуя этому любовному кодексу, вдохновляясь миром человеческой души, поэты не только сочиняли свои песни, но и целую воображаемую вселенную, в которой существуют лирические герои. Провансальская поэзия открыла для европейской лирики не исследованный прежде мир индивидуальных переживаний.
Важный мотив в лирике трубадуров — мистический, параллельный повседневности мир сна, грёзы, видения. Именно здесь исполняются самые сокровенные желания, и высокая любовь становится достижимой.
Концепция идеальной любви не проецировалась на реальную ситуацию, оставаясь игрой, однако её влияние трудно переоценить. Дальнейшее развитие европейской литературы и культуры в целом, вплоть до появления правил этикета, обусловлено перенятием этой модели, которая, трансформируясь, проникла во все сферы жизни. Дюби предполагает, что под воздействием куртуазной культуры в аристократической среде началось формирование «нового типа обращения с женщиной».
Исключительно светская культура трубадуров, сложившаяся рядом с христианством, не отрицала его ценностей. Однако внецерковный характер куртуазных норм нередко провоцировал гонения на их распространителей. Так, куртуазный трактат Андрея Капеллана «О пристойной любви» был запрещён церковью в 1277 году.
Иногда к нарушителям кодекса куртуазной любви причисляют Маркабрюна. Этот один из ранних трубадуров известен своими обличительными произведениями, написанными в «тёмном стиле» и не всегда поддающимися расшифровке. Однако страстность, с которой он критикует выродившиеся идеалы куртуазии, имеет в своей основе сожаление о прошедшем, том времени, когда только и была возможна любовь настоящая и утончённая. Ещё один суровый моралист, Пейре Карденаль, возносит благодарность Любви за то, что наконец он освободился от неё, и насмешливо перечисляет все штампы куртуазного поведения, которым уже не надо следовать.
Концепция куртуазной любви породила множество интерпретаций. В ней находили отражение такие различные философские воззрения как спиритуализм и сенсуализм. Присутствие же в лирике трубадуров песен пародийно-игрового начала, где намеренно умаляется высокая любовь, привело к упрёкам их в грубости и фальши. Философ Жак Лакан, анализируя одну из средневековых поэм, где герой охотно подвергается унижениям со стороны Дамы, пришёл к выводу, что в рамках куртуазной любви заключаются «предельно недуховные» отношения господина и вассала, а в образе Дамы нет «ничего общего со спиритуальной чистотой». В начале XX века немецкий исследователь Э. Векслер утверждал, что трубадуры в своих стихах лишь имитировали любовь, а песни сочинялись исключительно с целью получения материального вознаграждения от сеньора. Векслеру возражал В. Ф. Шишмарёв, считавший, что в культе Дамы впервые были признаны достойным уважения, внимания чувства человека «и найдена поэтическая формула любви».

## Музыка
Стихи сочинялись с учётом того, что их обязательно должна была сопровождать музыка. Напев служил для средневекового сочинителя, не владевшего книжной грамотой, основой структуры стиха. По словам поэта и переводчика А. Наймана:

С нею [мелодией] тесно связана самая структура строфы, разложимой, как правило, на состоящие каждая из нескольких стихов две или три метрически различные группы, соответствующие определённым мелодическим оборотам, так что даже и без приложения музыкальных знаков текст при чтении вслух начинает петься сам с первых же строк.

Притом что стихи трубадуров, несомненно, распевались, нотных памятников их музыкального творчества сохранилось немного (особенно по сравнению с музыкой труверов), по разным оценкам до 300. Возможная причина скудости музыкального наследия — относительно небольшое количество мелодий, которые по принципу контрафактуры поэты прилаживали к разным стихам (как, например, делал Бертран де Борн). Крупнейшие сохранившиеся собрания музыки трубадуров находятся в Национальной библиотеке Франции, это рукописи F-Pn fr. 844 и F-Pn fr. 20050, где они размещены вместе с музыкой труверов.
Мелодия писалась для одного голоса. Диапазон мелодии обычно от октавы до дуодецимы, хотя встречаются и исключения, как Be·m pac d ’ivern e d’estiu Пейре, с диапазоном чуть меньше двух октав. В отличие от григорианских распевов, которые содержат только b, среди выписанных случайных знаков альтерации (акциденций) в рукописях трубадуров встречаются также es, fis, cis и очень редко gis.
Предполагается, что инструментальное сопровождение песни ограничивалось небольшим вступлением-импровизацией, переходящим к связующему построению — интерлюдии — и, наконец, завершению песни:14.
Согласно К. Пэрришу и Дж. Оулу (1951, русский перевод 1975 г.), чаще всего музыку писали в миксолидийском либо в дорийском ладу:14. По наблюдениям Т. Карпа, мелодии трубадуров и труверов оканчиваются на финалисах D, G, F и C, и редко (в отличие от григорианики) на E. Транспозиция во французской светской монодии встречается гораздо чаще, чем в церковной монодии. Некоторые песни обнаруживают ясный тональный центр (при этом, разумеется, речь не идёт о мажоре и миноре), в других, напротив, центр тяготений никак не выявляется, господствует ладовая переменность. В целом, какой-либо общепризнанной методики гармонического анализа в музыке трубадуров (и труверов) не существует.
Подавляющее большинство трубадурской музыки зафиксировано в квадратной нотации, заимствованной из григорианики. Поскольку в квадратной нотации ритм не выписывался, ритмическая транскрипция музыки трубадуров ныне представляет значительную проблему. Раньше считалось, что песни трубадуров и труверов следует расшифровывать в трёхдольной мензуре:14. Современные исполнители-аутентисты интерпретируют их также в двухдольной мензуре, либо используют так называемый рапсодический (то есть свободный, вне строгой метрической сетки) ритм. Мелодии трубадуров и труверов, в поздних памятниках зафиксированные в модальной и мензуральной нотации, ясно указывают на трёхдольную мензуру, что трактуется некоторыми учёными как аргумент для модальной ритмической транскрипции более ранних немензуральных памятников. Однако противники ретроспективной экстраполяции не считают это аргументом и ссылаются на общую тенденцию модальной ритмизации, характерную для позднейших обработок некогда «ритмически свободных» мелодий.
Некоторые мелодии сочинялись самими трубадурами, например, в жизнеописании Джауфре Рюделя сказано, что он сложил о графине Триполитанской песни «с прекрасными мелодиями и простыми стихами». Возможно, что в творчестве именно этого трубадура музыка считалась компонентом, сравнимым по значимости с текстом. Считается, что чаще трубадуры сочиняли свои стихи на уже известную музыку, авторы которой («композиторы»), как правило, неизвестны. Среди авторских особенно популярны были мелодии Reis glorios и S’ie·us quier conseil Гираута де Борнеля, которые использовались другими трубадурами (и труверами) особенно часто. Современные исследования тщательно протоколируют контрафактуры, при этом «автором» считается тот трубадур, в песне которого данная мелодия зафиксирована раньше других.  
В некоторых песнях нет точного соответствия мелодии и текста. Вероятно, в этих случаях мелодия была изначально написана для других слов или даже для стихов на другом языке. В средневековом комментарии к эстампиде Раймбаута де Вакейраса Kalenda maya (одна из наиболее известных трубадурских мелодий) говорится, что трубадур сочинил текст по просьбе маркиза Монферратского на музыку эстампиды, подслушанную им у двух неизвестных жонглёров, которую те исполняли на виелах. Та же мелодия известна с текстом «Вечно вздыхаю» (фр. Souvent soupire), однако, неясно, была ли она источником вдохновения для Раймбаута или, наоборот, сама является позднейшей имитацией мелодии, использованной Раймбаутом. 
Лучшее современное издание музыки трубадуров осуществили Г. ван дер Верф и Г. Бонд: The extant troubadour melodies, ed. H. van der Werf and G. Bond. Rochester, NY, 1984.

## Поэтические формы
Самая ранняя и простая лирическая песня называлась у трубадуров vers (лат. versus — стих), так же, как произведения народной поэзии. В первых, достаточно простых стихотворениях трубадуров, подобно произведениям фольклорным или древним церковным латинским гимнам, обычной была мужская рифма (окс. rima, rim). Рифмы, неизвестные античной поэзии, позволили создавать строфу с их разнообразным чередованием. Поэтические формы постепенно эволюционировали от строф к твёрдым формам. Так, основная форма лирики трубадуров, кансона (или канцона, окс. canso, ит. canzone — «песня»), не имеет ни строго определённого объёма, ни чёткого правила построения строфы. Баллада (пров. balata — «плясовая»), более всех сохранившая приметы народной хороводной песни, что подчёркивается рефреном (повторением последней строки во всех строфах), — со строго определённым объёмом и свободным рисунком строфы. Развившаяся из кансоны, её усложнённая форма — секстина — уже имеет и фиксированный объём, и правила построения строфы.

## Жанры

### Кансона
Кансона — один из основных жанров поэзии трубадуров — лирическое стихотворение о рыцарской любви. Иногда темой кансоны были религиозные вопросы:158. Это достаточно сложная поэтическая форма, состоящая обыкновенно из пяти-семи строф (но их могло быть и больше), замыкаемых одной-двумя посылками (торнадами) из трёх-четырёх стихов. В торнаде указывался адресат песни, часто называемый условным именем — сеньялем, — это могла быть сама дама, наперсник трубадура или его покровитель. Главенствующим принципом любовной лирики старого Прованса была бесконечная вариация разнообразных сочетаний постоянных схем в рамках условного канона.
Почти одновременно с кансоной возникает жанр пародийной пьесы, где мотивы куртуазной любви иронически снижаются и шутливо обыгрываются. Уже в творческом наследии Гильома Аквитанского представлены шутливые песни. Неожиданным образом пародийное переиначивание штампов куртуазной любви обновляло поэзию трубадуров, ограниченную строгими правилами, предохраняло её от оскудения.

### Сирвента
Менее условен, чем кансона, более насыщен конкретным жизненным материалом другой распространённый жанр поэзии трубадуров, тематическая разновидность кансоны, — сирвента (окс. sirventes — «служебная песня»). Образцом для формального построения сирвенты служила кансона. Это жанр обсуждения вопросов религиозных, моральных, политических. В сирвенте трубадуры высмеивали недостатки противников и воспевали достоинства друзей. Лучший и известнейший из авторов сирвент — Бертран де Борн, перигорский сеньор, участник феодальных усобиц на юге Франции, в том числе и военной распри из-за владений в Провансе, возникшей между сыновьями английского короля Генриха II — Ричардом Львиное Сердце и Генрихом по прозванию Молодой Король. Основная тема поэзии де Борна — любовь к войне. Наивысшая радость (joy), которую другой трубадур испытывает, созерцая свой идеал, Прекрасную Даму, де Борну доступна только в бою. Интересно, что одну из своих воинственных сирвент де Борн начинает «весенним запевом», описанием обновлённой приходом весны природы, характерным для любовной канцоны:168. Сирвенты служили Бертрану де Борну одним из средств борьбы: он неустанно призывает к боевым действиям королей и баронов. И, как рассказывает его жизнеописание, де Борн нередко создавал свои произведения для разжигания вражды:178.
Если на сирвенту следовал отклик (известен, например, обмен сирвентами между Ричардом Львиное Сердце и Дофином Овернским), то отвечающий трубадур часто сочинял песню со строфикой и метрикой, повторяющими строфику и метрику произведения оппонента.
Известны и литературно-пародийные сирвенты, своеобразные «галереи трубадуров» — юмористические портреты собратьев-поэтов (Пейре Овернский, Монах Монтаудонский), сочиняемые, вероятно, по случаю больших собраний трубадуров при дворах сеньоров, покровительствующих им.
Распространена была разновидность персональной сирвенты, так называемый плач (planh), выражающий скорбь поэта по поводу смерти своего знатного покровителя или какого-нибудь близкого человека (один из ярких образцов — «Плач» Бертрана де Борна на смерть «Молодого Короля»), иногда — очень редко — возлюбленной. В плаче по провансальскому сеньору и трубадуру Блакацу, написанном Сорделем в 1237 году, обыгрывается распространённый средневековый литературный мотив «съеденного сердца». Сордель, перечисляя имена европейских владык в связи с самыми злободневными политическими событиями, советует им отведать сердце благородного Блакаца и таким образом набраться смелости. Плач по Блакацу вызвал широкий отклик среди трубадуров, которые развили мотивы плача Сорделя в своих произведениях. А через несколько столетий Йейтс в своём стихотворении на смерть Чарльза Парнелла заимствует образ из «Плача по Блакацу», предлагая сердце знаменитого борца за гомруль ирландским политикам.
Расцвет сирвенты пришёлся на период альбигойских войн. В песнях, направленных против папства, трубадуры обличают политический обман, жадность священнослужителей, выдачу индульгенций. Гильом Фигейра, обращаясь к Риму, упрекает его: «…ты слишком преступаешь заповеди Божии, ибо алчность твоя так велика, что ты прощаешь грехи за деньги; ты взваливаешь на себя слишком тяжёлое бремя…». Морализаторские сирвенты Пейре Карденаля, современника Фигейры, обличают гордость и жестокосердие власть имущих, «зло этого мира и неверность клириков». В сирвенте Ги де Кавальона священники порицаются за то, что оставили свои прямые обязанности и погрязли в мирских заботах. Поэт Эзра Паунд приравнивал воздействие сирвент на средневековых слушателей с воздействием средств массовой информации на современного человека.

### Альба
Ещё один популярный жанр — альба (окс. alba — «утренняя заря»): каждая строфа песни заканчивалась этим словом. Она представляет собой жалобу влюблённых на неизбежность разлуки с наступлением утра, так как иначе их тайна будет раскрыта. Это драматический диалог кавалера с дамой либо другом, охраняющим ночной покой любовников. Диалогичность альбы и рефрен в конце каждой строфы указывают на её связь с народной песней. Вопреки классической куртуазной ситуации в альбе любовь осуществляется, но счастье кратковременно — с наступлением утра любовники расстаются. Обычная замковая башня — место свидания — ненадолго становится убежищем, островом для влюблённых, на время попавших в параллельный мир грёз, за её пределами — реальный мир, в который суждено вернуться любовникам. В ранних произведениях этого вида вместо сторожа на башне о рассвете возвещают птицы, обыкновенно — ласточки. Иногда альба заканчивалась утренней молитвой. Этот жанр был распространён и в поэзии немецких миннезингеров.

### Пастурель
Популярен был жанр пасторелы или пастурели (pastorella, pastorela или pastoreta), песни, изображающей беседу рыцаря с пастушкой. Здесь куртуазная ситуация переворачивается: дама (в данном случае простолюдинка-пастушка) стоит ниже кавалера (трубадура). Во вступительной части описывается обычная для пастурели обстановка: рыцарь, угнетённый холодностью своей Дамы, предаётся печальным размышлениям на лоне природы. Неожиданно он встречает девушку, пасущую овец (коров), и завязывает с ней разговор.
Пастурель жанр не столько «социальный», где встречаются представители разных миров, сколько жанр противопоставления двух взглядов: с одной стороны куртуазного, с другой — системы общепринятых, «здравых» представлений о жизни. Причём трубадур, обращающийся по-куртуазному с пастушкой, почти всегда терпит поражение, как, например, в остросатирической пастурели Маркабрюна, типичном образце жанра. Обыкновенно рыцарь беседует с пастушкой на языке «чувственной любви» (fol amor), считавшимся единственно возможным при разговоре с женщиной низкого звания. Существовало и назидательное ответвление пастурели: разговор трубадура с пастухом.

### Диалогические жанры
Кроме кансоны, сирвенты, баллады и альбы, популярностью пользовалось прение — специальный диалогический жанр, диспут на художественные, психологические или философские темы. Двуголосие в поэзии трубадуров имеет фольклорные корни. Сменяя друг друга от строфы к строфе, трубадуры в споре отстаивали каждый своё мнение. Темой диспута могли быть вопросы куртуазии, поэзии или философии. Исследователи различают два варианта прений: тенсону (от tenso — «спор») — свободный обмен взглядами — и партимен (partimen — «раздел») или джок партит (joc partit — «разделённая игра»), где собеседники придерживались противоположных мнений, а трубадур, открывающий спор, задавал тему своему оппоненту. Таков партимен между Линьаруа (сеньяль Раймбаута Оранского) и Гираутом де Борнелем о достоинствах и недостатках тёмного и лёгкого стилей поэзии трубадуров. Причём Раймбаут Оранский ставит перед Борнелем задачу защитить лёгкую манеру, хотя последний считался мастером тёмного стиля, а весь партимен создан по законам trubar clus. Любопытен он ещё и тем, что это одна из первых дискуссий на литературную тему. Иногда тенсона представляла собой спор двух аллегорий. Например, тенсона анонимного автора, посвящённая графине фландрской, — это беседа Разума (Raison) и Приятной мысли (Jolive Pensee) о том, кому принадлежит сердце поэта.
Все строфы в тенсоне и партимене повторяли метрику и рифмику начальной строфы. Ввиду сложности стихотворной формы этих поэтических диспутов невозможно представить, что они являлись плодом импровизаций. Вероятно, эти песни либо сочинялись по предварительной договорённости двумя поэтами, либо автор писал и свою партию, и партию оппонента.

### Другие жанры
Со временем усиливалось стремление выйти из узких рамок установленных норм куртуазной поэзии, преодолеть её трафареты. Это отразилось в жанровом экспериментаторстве трубадуров. Кроме основных видов песен, появилась масса второстепенных — например, эскондидж (escondig — «оправдание»), в котором поэт оправдывается перед своей дамой; дескорт (descort — «разногласие», «раздор»), отличительной чертой которого является беспорядочная композиция, строфы в этих произведениях не были похожи одна на другую ни по числу стихов, ни по их строению. Содержание такого стихотворения соответствовало сумбурному построению и изображало любовные огорчения, вызванные несогласием с Дамой. А в дескорте Раймбаута де Вайкераса, известного своим жанровым экспериментаторством, использовано ещё и пять наречий, чтобы таким смешением языков выразить расстроенное состояние души трубадура. Перу Вайкераса принадлежат также неожиданное для провансальского поэта подражание галисийско-португальской «песне друга» («песне о друге» или «кантиге о друге», галис.-порт. cantiga de amigo), исполняемой от лица женщины (Altes ondas que venez sur la mar…), ещё одно произведение, имеющее фольклорные корни, уже северофранцузские, — эстампида, положенная на танцевальную музыку, и гарламбей («конный бой») — своеобразный пародийный рыцарский турнир, где куртуазные дамы представлены лошадьми.
Ещё один жанр, к которому обращались многие трубадуры, — это загадка-девиналь. Первый девиналь в провансальской лирике — основанная на последовательности антитез песня «Сложу стихи я ни о чём…» (в переводе А. Наймана) Гильома Аквитанского. Один из примечательнейших, по мнению исследователей, образцов песни-загадки создал Раймбаут де Вакейрас («Имеет слабость больше сил…»).
Монах Монтаудонский создал сочинения в жанре энуэг («докука») и плазер («удовольствие»), где трубадур в юмористической форме перечисляет как вещи, вызывающие у него тоску, так и веселящие его, оставив любопытные наброски современной повседневной жизни. Некоторые из таких поэтических новаций представлены всего лишь одним-двумя произведениями. По-новому трактовались и уже существующие жанры. Например, в противовес альбе создаётся серена (serena — «вечерняя песня»). Юк де ла Баккалариа задаётся целью создать альбу «на новый лад», где он сетует не на утреннюю зарю, разлучающую любовников, а на ночной мрак, полный одиночества. Его альба представляет собой не диалог дамы и кавалера, а монолог несчастного влюблённого.

## Поэтическая речь
В поэтическом диспуте между графом Раймбаутом Оранским, выступающим под сеньялем Линьаруа, и Гираутом де Борнелем идёт спор о двух стилях лирики трубадуров — непонятном для непосвящённых, тёмном, «замкнутом» (trobar clus) и общепонятном стиле (trobar clar). В лёгком стиле (манере) писали Бернард де Вентадорн, Бертран де Борн, почти все известные женщины-трубадуры ; поборниками «герметического», тёмного стиля были Гираут де Борнель, Маркабрюн и его последователи. Поэты, писавшие в тёмной или так называемой «герметической» манере, уделяли много внимания форме поэтического произведения и добивались необыкновенных результатов. Сторонники тёмной манеры настаивали на том, что произведение создаётся исключительно для узкого круга посвящённых, способных постичь его. Один из знаменитейших трубадуров, Арнаут Даниэль, мастерство которого ценили Данте и Петрарка, создавал, по мнению своего средневекового биографа, произведения, которые сложно было понять и запомнить. Сам Арнаут так описывал свой творческий поиск, усилия, предпринимаемые им для достижения поэтического совершенства: «Гну я слово и строгаю // Ради звучности и лада // Вдоль скоблю и поперёк // Прежде, чем ему стать песней». Данте в «Божественной комедии» вкладывает в уста поэта Гвидо Гвиницелли похвалу провансальскому трубадуру:

Брат,— молвил он,— вот тот (и на другого
Он пальцем указал среди огней)
Получше был ковач родного слова.
В стихах любви и в сказах он сильней
Всех прочих…
— Перевод М. Лозинского
 Однако невозможно безусловно отнести наиболее значимых трубадуров к твёрдым сторонникам одного из двух стилей провансальской лирики. Два направления поэзии трубадуров в последней трети XII века слились в «изысканном стиле» (trobar prim, trobar ric), соединившем всё самое лучшее — творческий поиск, изящество формы «тёмного» и прозрачную ясность «лёгкого». Одним из зачинателей «изысканной» манеры стал Пейре Овернский.

### Строфика и метрика
Лирика трубадуров отличается таким многообразием метрической и строфической структур, которого не знала ни одна европейская поэтическая школа. Метрическая система трубадуров — силлаботоническая, близкая к итальянской, то есть построена на закономерном распределении числа слогов в каждой строке и закономерном чередовании ударений. На первом этапе развития (IX—XI в.) в романском стихе (по определению М. Гаспарова, этот этап характеризуется колебанием между силлабикой и тоникой) использовались простейшие рифмы латинских стихов с применением ассонанса. Дальнейшее совершенствование стиха привело к появлению полной рифмы, которая характеризуется большой точностью, изысканностью с очень редкими ассонансами.
Строение романской строфы из двух кратких частей одинаковой конструкции (восходящих) и одной более длинной, отличной от них (нисходящей), вероятно, позаимствовано из народной хороводной песни. Превращение её из танцевальной в литературную произошло в поэзии трубадуров в XII веке. Главная поэтическая форма провансальской лирики — канцона — максимально отдалилась от плясового истока: строфы песни сменяли друг друга без припевов и рефренов, характерных для более архаичных форм, произошедших от танца.
Строфика провансальской поэзии поражает своим разнообразием. Оригинальность строфики каждой песни считалась в провансальской поэзии высшим достижением. Исследователи насчитывают от 500 до 1000 строфических форм в песнях трубадуров. По мнению М. Гаспарова, около трёх четвертей типов построения строф встречаются только один раз. Но по строению рифмы все эти строфические структуры можно разделить на три вида. Первый — строфа представляет собой замкнутое целое, строки рифмуются внутри неё, например, у Беатрисы де Диа:
| Текст оригинала | Эквиритмический перевод А. Г. Наймана |
| --- | --- |
| A chantar m’er de so qu’eu no volria, Tant me rancur de lui cui sui amia ; Car eu l’am mais que nulha ren que sia : Vas lui no’m val Merces ni Cortezia Ni ma beltatz ni mos pretz ni mos sens ; Qu’atressi’m sui enganad' e trahia Com degr' esser, s’eu fos desavinens. D’aisso’m conort, car anc non fi falhensa, Amics, vas vos per nulha captenensa ; Ans vos am mais non fetz Seguis Valensa, E platz mi mout que eu d’amar vos vens ; Lo meus amics, car etz los plus valens ; Mi faitz ogolh en ditz et en parvens E si etz francs vas totas autras gens… | Печалью стала песня перевита: О том томлюсь и на того сердита, Пред кем в любви душа была раскрыта; Ни вежество мне больше не защита, Ни красота, ни духа глубина, Я предана, обманута, забыта, Впрямь, видно, стала другу не нужна. Я утешаюсь тем, что проявила К вам, друг, довольно нежности и пыла Как Сегуин Валенсию любила; Но хоть моя и побеждала сила, Столь, друг мой, ваша высока цена, Что вам в конце концов и я постыла, Теперь с другими ваша речь нежна… |

Таким образом, 1-я строфа рифмуется по схеме: aaaabab; 2-я — ccccbcb и так далее. Подобный рисунок рифмы широко распространён и в современной поэзии.
Второй способ — с помощью повторения рифм в соответствующих строках строф образуются парные, тройные структуры либо рифмы повторяются во всех последующих строфах. Такой рисунок рифмы, называемый «унисонным», стал самым распространённым в классической поэзии трубадуров. Иногда повторялась не только рифма первой строфы, но и её метрическая схема (количество слогов в образующих строфу стихах). И, наконец, строфа представляет собой белый стих, а её строки рифмуются со строками остальных строф. Подобную рифмовку культивировал самый знаменитый из трубадуров, писавших в «тёмном стиле», — Арнаут Даниэль, изобретатель секстины, формы, снискавшей популярность у многих поэтов последующих веков.

## Конец эпохи трубадуров
Поэзия трубадуров прошла все этапы развития от зарождения через расцвет к полному упадку за два столетия своего существования. Традиционно «последним трубадуром» считается Гираут Рикьер, работавший при кастильском королевском дворе в конце XIII века. Кризис провансальской лирики был усугублен и внешними причинами: альбигойские войны (1209—1229) разорили Прованс. Показательно и изменение отношения церкви к поэзии трубадуров: если Монах Монтаудонский в своё время получил разрешение от настоятеля заниматься искусством, с условием того, что всё его вознаграждение будет передаваться обители, то через полтора десятилетия, в начале XIII века, канонику и поэту Ги д’Юсселю папа запретил «сочинять и исполнять песни». Последней попыткой возрождения куртуазной поэзии на Юге считается учреждение несколькими горожанами Тулузы «Консистории Весёлой науки» (окс. la gaya scienza) — так трубадуры называли своё искусство. Начало этому объединению было положено поэтами Бернартде Панассаком, Гильемом де Лобра, Беренгьером де Сант-Планкатом, Пейре де Мейянассеррой, Гильемом де Гонтаутом, Пеем Камо, Бернартом Отом, которые 1 мая 1324 года провели поэтическое состязание, его победитель получал в награду золотую фиалку. «Канцлером» общества стал Гильем Молинье, позднее вместе с Бартоломье Марком создавший поэтический кодекс «Законы любовного языка». Тулузская школа последователей трубадуров культивировала мистическое направление в поэзии. Целью Консистории было поощрение к творческой деятельности, для этого ежегодно проводились состязания между поэтами, авторы лучших произведений получали награду.

## Влияние поэзии трубадуров
Традиции куртуазной поэзии Юга были переняты ещё в середине XII века французскими труверами, когда Алиенора Аквитанская, вышедшая замуж за Людовика VII, пригласила к королевскому двору провансальских поэтов. Несколько позже в становлении северофранцузской поэзии сыграли ключевое значение дворы её дочерей Марии Шампанской и Алисы Французской. Влияние провансальской лирики испытали ранняя английская поэзия и особенно творчество миннезингеров, встречавшихся с трубадурами при феодальных дворах Сицилии, Италии, Богемии. В Каталонии и на севере Италии поэты писали на провансальском языке. Поэзией трубадуров вдохновлялись Данте, представители Dolce stil nuovo, поэты Cицилийской школы. Петрарка стал прямым преемником трубадуров, воспев не мистическую возлюбленную, а земную женщину, и раскрыв сложный мир человеческой души.
По мнению историка литературы Поля Мейера, благодаря трубадурам в романский мир пришла идея «о поэзии возвышенной по мысли, изящной по форме, способной удовлетворить лучшие умы и нашедшей своё выражение не в латинском, а в народном языке». В то время, когда латынь была главным литературным языком, трубадуры на деле доказали то, что после них показал Данте в трактатах «Пир» (итал. Convivio) и «О народном красноречии» (лат. De vulgari eloquentia), — значение народного языка.
В начале XIX века была обнаружена рукопись «Песенника Ажуда» — наиболее раннего из сохранившихся средневековых сборников на галисийско-португальском языке. До наших дней дошло около 1680 светских кантиг (песен), созданных 171 автором на этом языке. Более трети этих песен созданы в жанрах провансальской куртуазной поэзии и под её влиянием. Кантига насмешки и злословия Ora faz host’o senhor de Navarra португальского трубадура Жуана Соареша де Пайва считается наиболее ранней из известных галисийско-португальских песен и предположительно датируется 1196 годом, но не позднее 1220 года. Помимо восприятия и освоения жанров провансальской литературной традиции трубадуры и жонглёры королевств Галисии (Пай Соарес де Тавейрос, Бернал де Бонавал, Мендиньо, Мартин Кодас или Ко́дакс, Жуан де Кангас), Португалии («король-трубадур» Диниш I), Кастилии и Леона (Альфонсо X Мудрый) и другие выработали свой собственный — кантигу о друге (cantiga de amigo, сохранилось около 500 песен), — не имевший аналогов в поэзии Прованса. Кантига о друге как жанр зародилась на основе автохтонной архаической галисийской традиции. Расцвет куртуазной поэзии на Иберийском полуострове длился примерно 150 лет — с начала XII до середины XIII века.

## Рукописные грамматики, словари, биографии трубадуров и комментарии к их песням
С начала XIII века широкое распространение провансальской поэзии привело к появлению грамматик и словарей, специально для каталонских и североитальянских поэтов, сочинявших на провансальском, и их последователей. Количество таких работ увеличилось в XIV веке, когда поэзия трубадуров стала образцом для новых национальных поэтических школ.
| Оригинальное название                                                                                 | Название                                                      | Автор                           | Дата, место                 | Характеристика |
| --- | ------------------------------------------------------------- | ------------------------------- | --------------------------- | --- |
| Razos de trobar или Las razos de trobar                                                               | «Правила творчества»                                          | Раймон Видаль де Безалу         | ок. 1210                    | Прозаический справочник по поэзии, где провозглашается превосходство провансальской поэзии над всеми другими. Провансальско-каталонский словарь, первая грамматика провансальского языка                                          |
| Donatz proensals                                                                                      |                                                               | Юк Файдит                       | ок. 1243 или 1246           | Работа построена по принципу Ars grammatica Элия Доната. Рифмовник и латино-окситанский словарь для итальянцев. Создана по заказу приближённых Фридриха II в Сицилии. Все известные рукописи Donatz proensals обнаружены в Италии |
| Doctrina de compondre dictats                                                                         |                                                               | Аноним, возможно, Раймон Видаль | конец XIII в.               | Каталог и толкование различных поэтических жанров. Продолжение Razos Видаля, содержит также заключительную часть Regles Жофре де Фойша (Фуша)                                                                                     |
| Lo breviari d’amors                                                                                   | «Бревиарий любви» или «Часослов любви», «Любовный часослов»   | Матфре Эрменгау                 | 1288                        | Энциклопедический трактат, в последней части которого, Perilhos tractatz d’amor de donas, seguon qu’en han tractat li antic trobador en lurs cansos — провансальская грамматика.                                                  |
| Doctrina d’acort или Doctrina de cort                                                                 | «Учение согласия» или «Придворное учение»                     | Терраманьино да Пиза            | 1282-1296, Сардиния         | Краткие стихотворные пересказы Razos, плохо сохранившихся в рукописях |
| Regles de trobar или Vers e regles de trobar                                                          | «Правила сочинительства» или «Стихи и правила сочинительства» | Жофре де Фуша                   | 1289-1291, Сицилия          | Содержит многочисленные примеры стихов трубадуров, дополнение Razos de trobar. |
| Mirall de trobar                                                                                      | «Зеркало сочинительства»                                      | Беренгер д’Анойя                | начало XIV в.               | В основном касается вопросов стилистики и указывает на ошибки, приведены примеры стихов трубадуров. |
| Cançoneret de Ripoll                                                                                  | «Малый рипольский песенник»                                   | Аноним                          | 1346, Руссильон или Сердань | Песенник содержит уникальную грамматику, а также расширенный каталог поэтических жанров из Doctrina de compondre dictats и Leys d’amors                                                                                           |
| Leys d’amors или Las flors del Gay Saber, estiers dichas las leys d’amors.                            | «Законы любви»                                                | Гильом Молинье                  | 1328-1337, Тулуза           | Первая редакция — 1323 год. Прозаические правила управления Консисторией «Весёлой науки» и Консисторией Барселоны. Свод правил грамматических и поэтических классического языка трубадуров.                                       |
| Leys d’amors или Las flors del Gay Saber, estiers dichas las leys d’amors.                            | «Законы любви»                                                | Аноним                          | 1337-1347, Тулуза           | Стихотворная адаптация прозаических «Законов любви» |
| Leys d’amors или Las flors del Gay Saber, estiers dichas las leys d’amors.                            | «Законы любви»                                                | Жоан де Кастельноу              | 1355, Тулуза                | Последняя, дополненная, прозаическая версия предыдущих «Законов любви» |
| Doctrinal de trobar                                                                                   | «Правила сочинительства»                                      | Раймон де Корне                 | ок. 1324 (до 1341)          | С посвящением Педро IV Арагонскому, по структуре соответствует «Законам…» Гильома Молинье. |
| Glosari                                                                                               | «Словарь»                                                     | Жоан де Кастельнуо              | 1341                        | Комментарии к Doctrinal de trobar |
| Compendi или: Compendi de la conexença dels vicis que.s podon esdevenir en las dictats del Gay Saber. |                                                               | Жоан де Кастельнуо              | до 1341                     | Каталог всех «нарушений» Leys d’amors. |
| Libre de concordances или Diccionari de rims                                                          | «Словарь рифм»                                                | Жауме Марк II                   | 1371                        | Провансальский рифмовник для каталонцев. |
| Torcimany                                                                                             | «Перевод»                                                     | Луи д’Аверсо                    | конец XIV в.                | Рифмовник и каталанско-провансальский словарь. |

## Изучение. Переводы
Наследие трубадуров сохранилось в различных средневековых рукописях.
Лирика трубадуров на долгое время была оставлена без внимания. В XVIII веке к ней возник интерес во Франции, где её изучением занимался Ж.-Б. де Ла Кюрн. В начале XIX века романтики (Гейне, Гёте, Уланд, Кардуччи) заинтересовались средневековой литературой и в том числе провансальской поэзией. На немецкий язык песни трубадуров переводили Фридрих Диц, а позже — Пауль Хейзе и, в начале XX века, Рудольф Борхардт.
Через переводы романтиков, выполненные Жуковским, средневековая лирика вошла в русский литературный обиход. Сглаживая местный и исторический колорит, Жуковский делал акцент на символическом значении поэзии трубадуров. Мотив поклонения Деве Марии как куртуазной Даме использован Пушкиным в стихотворении «Жил на свете рыцарь бедный…». Оно является не подражанием лирике трубадуров, а самостоятельным произведением, очень точно дающим представление о рыцарской поэзии и её идеалах. По мнению некоторых исследователей, Пушкин написал его под влиянием перевода баллады «Рыцарь Тогенбург» Ф. Шиллера, выполненного Жуковским.
Однако в эпоху романтизма увлекались не столько поэзией трубадуров, основанной на восприятии мира средневековым человеком, сколько легендарными образами поэтов. Романтики в средневековой поэзии искали скорее совпадения с идеалами своей эпохи. Ошибочное понимание эстетических норм лирики трубадуров создало мнение о её «однообразии» и «монотонности», о том, что формальности куртуазного кодекса любовных отношений породили «бесплодные перепевы некогда новых и своеобразных тем». Настоящее проникновение в её законы пришло в конце XIX — начале XX века. Творчество провансальских поэтов изучил и описал в своей работе французский музыковед Пьер Обри (Trouvères et troubadours, 1909). Одними из лучших, передающими мельчайшие оттенки сложнейших песен считаются переводы на английский язык произведений Арнаута Даниэля, выполненные Эзрой Паундом. Наиболее близки к поэзии трубадуров стилизации В. Брюсова, «без видимого усилия вживавшегося в сложные строфические формы куртуазной лирики». В подлиннике читал окситанских поэтов А. Блок. В свою пьесу, посвящённую эпохе трубадуров, «Роза и Крест» он включил точный перевод части одной из сирвент Бертрана де Борна (окс. Be·m platz lo gais temps de pascor…). Опыты версификации рубежа XIX и XX веков — прежде всего Брюсова — стали основой для современных переводов средневековой поэзии на русский язык.

## Публикации текстов
- Бернарт де Вентадорн. Песни / Изд. подг. [пер. со старопровансальского, статья] В. А. Дынник ; примеч. В. А. Дынник, А. Д. Михайлова ; отв. ред. А. Д. Михайлов. — М. : Наука, 1979. — 312 с. — (Литературные памятники / Академия наук СССР ; председатель редколлегии Д. С. Лихачёв). — 50 000 экз.
- Жизнеописания трубадуров / Жан де Нострадам ; пер. М. Б. Мейлаха, Н. Я. Рыковой ; пер. стихов А. Г. Архипова, Д. В. Бобышева, В. А. Дынник ; изд подг. Б. М. Мейлах ; отв. ред. Е. М. Мелетинский ; сост. прим. М. Б. Мейлах, Л. П. Каменотрус-Занд, М. Л. Гаспаров. — М. : Наука, 1993. — 736 с. — (Литературные памятники / Российская Академия наук ; председатель редколлегии Б. Ф. Егоров). — 15 000 экз.
- Песни трубадуров : антология / Пер. со старопровансальского, сост., предисл., примеч. А. Г. Наймана. — М. : Наука : Главная редакция восточной литературы, 1979. — 264 с. — 30 000 экз.
- Прекрасная Дама: Из средневековой лирики : антология / Сост. и прим. А. В. Парина, О. В. Смолицкой ; предисл. А. Д. Михайлова. — М. : Московский рабочий, 1984. — 462 с. — (Однотомники классической литературы).
- Провансальская литература // Зарубежная литература средних веков: Латинская, кельтская, скандинавская, провансальская, французская литературы : хрестоматия / Сост. Б. И. Пуришев. — 2-е изд., испр. и доп. — М. : Просвещение, 1974. — С. 155—178. — 200 000 экз.
- Поэзия трубадуров // Поэзия трубадуров. Поэзия миннезингеров. Поэзия вагантов : антология / Сост. В. А. Дынник, Л. В. Гинзбурга. — М. : Художественная литература, 1974. — С. 5—28. — 576 с. — (Библиотека всемирной литературы. Сер. первая ; т. 23).

### Комментарии
1. ↑  Единственная известная рукопись произведения этого кордовского поэта, выполненная на Ближнем Востоке в XIII веке, хранится в Институте восточных рукописей РАН в Петербурге.
2. ↑  Эти свободные парафразы из литургических речитативов были разрешены ко включению в гимны католической церкви по примеру византийской с IX века[8].
3. ↑  Литературная энциклопедия указывает, что до нашего времени дошли сведения о «четырёхстах с лишним» трубадурах.
4. ↑  Подробнее о покровителях трубадуров см.: Paterson L. M. The World of the Troubadours: Medieval Occitan Society, C. 1100-C. 1300. — Cambridge University Press, 1995. — P. 90—104. — 384 p.
5. ↑  Известно, что Эбле II Вентадорнский[англ.], вассал и друг Гильома Аквитанского, также писал стихи и даже получил прозвище «Певец», однако из его творческого наследия ничего не сохранилось. Некоторые исследователи предполагают, что при дворе этого трубадура-аристократа создавалась концепция куртуазной любви[11].
6. ↑  Песни складывались не на разговорном провансальском, а на койне (окс. dreg proensal), на котором говорили при феодальных дворах Юга[13][14].
7. ↑  Всего известно три провансальских песни в жанре поучения жонглёру, их авторы: Гираут де Калансон, Гираут де Кабрейра и Бертран де Парис[23].
8. ↑  Термин введён в XIX в. Гастоном Парисом, предложившим также разграничить понятия «истинной любви» и «куртуазной любви» Смолицкая О. Куртуазная любовь // Словарь средневековой культуры. — М., 2003. — С. 253—255..
9. ↑  Дама (Донна) — госпожа (лат. domina).
10. ↑  Обряд этот позаимствован у феодального оммажа.
11. ↑  По данным Энциклопедии Британника мелодий к произведениям трубадуров сохранилось не более 300 .
12. ↑  Одна из ранних форм инструментальной музыки, название танца происходит от окситанского estamper («топать»)[45]:32.
13. ↑  Некоторые исследователи оспаривали авторство Вакейраса[68].
14. ↑  Герои не дошедшего до наших дней рыцарского романа.
15. ↑  Мелодии песен миннезингеров были контрафактурами напевов трубадуров и труверов[86].
16. ↑  Некоторые провансальские поэты упоминаются им в «Божественной комедии»: Бертран де Борн, Сордель, Арнаут Даниель, Фолькет Марсельский[88].
17. ↑  Канцлер Консистории «Весёлой науки».
18. ↑  В 1338 году, в городе Лерида прошло состязание между поэтами, этот турнир получил название jocs
florals («Цветочные игры»). С 1393 года подобные состязания проводились в Барселоне[101].
19. ↑  Диц занялся изучением провансальской поэзии по совету Гёте, который был впечатлён книгой Франсуа Ренуара «Грамматика романского языка» (1816)[53][102].